# Amomum flavorubellum
Amomum flavorubellum là một loài thực vật có hoa trong họ Gừng. Loài này được Karl Moritz Schumann và Carl Adolf Georg Lauterbach mô tả khoa học đầu tiên năm 1900.

## Phân bố
Loài này có ở Kaiser-Wilhelmsland, nay là nửa phía bắc Papua New Guinea.